# プライムチェンバロギター
プライムチェンバロギター（Prime Cembalo Guitar）は、新堀ギター音楽院の院長、新堀寛己が開発した新堀メソードオリジナルギター（27種類）のうちの一つ。略称はプラチェン・P.Cem.。
ギターアンサンブルでは、チェンバロパートに属す。調弦は、プライム・ギターと同じ、一弦からE-B-G-D-A-Eの調弦である。単弦（弦が6本）のものと複弦（弦が12本）のものがある。